# Главный маршал авиации (Австралия)
Главный маршал авиации (англ. Air chief marshal) — высшее воинское звание в Королевских ВВС Австралии в мирное время. Соответствует званию «Генерал» в Армии Австралии и званию «Адмирал» в Королевском ВМФ Австралии. Является «четырёхзвёздным» званием (по применяемой в НАТО кодировке — OF-9).

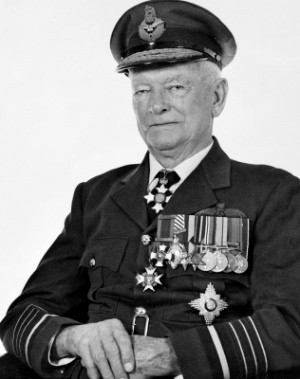
Шергер, Фредерик - первый, кто удостоился этого звания (25 марта 1965)

Следует за званием «Маршал авиации» и является вторым по старшинству званием для военнослужащих Королевских ВВС Австралии в военное время после звания «Маршал Королевских Австралийских ВВС». Является прямым аналогом британского звания «Главный маршал авиации».

## Положение о звании
До 1965 года данное звание не присваивалось офицерам Королевских ВВС Австралии. Впервые звание Главного маршала авиации присвоено 25 марта 1965 года Фредерику Шергеру. Параллельно, в 1958 году была создана должность Начальника Сил обороны, а с 1966 года при назначении на эту должность офицера ВВС ему присваивается звание Главного маршала авиации.

## Носители звания
| № | Имя              | Портрет | Годы жизни | Дата присвоения звания | Прим.       |
| - | ---------------- | ------- | ---------- | ---------------------- | ----------- |
| 1 | Фредерик Шергер  |         | 1904—1984  | 25 марта 1965          | [ 6 ] [ 7 ] |
| 2 | Невилл Макнамара |         | 1923—2014  | 21 апреля 1982         | [ 8 ] [ 7 ] |
| 3 | Ангус Хьюстон    |         | род. 1947  | 4 июля 2005            | [ 7 ]       |
| 4 | Марк Бинскин     |         | род. 1960  | 30 июня 2014           | [ 9 ]       |

## Галерея

Нарукавные/наплечные знаки различия (на повседневную и парадную форму)
Штандарт Главного маршала авиации[5]